# Massaker von Cholit
Das Massaker von Cholit ereignete sich während des Terrorangriffs der Hamas auf Israel am 7. Oktober 2023 im Kibbuz Cholit in Israels Südbezirk. Terroristen der Hamas waren nach Durchbrechen der Sperranlagen um den Gazastreifen in die Siedlung eingedrungen, töteten 15 Zivilisten und verschleppten vier Menschen als Geiseln in den Gazastreifen, wovon zwei am 8. Januar 2025 für tot erklärt wurden.

## Lage und Beschreibung
Der Kibbuz wurde 1977 auf der Sinai-Halbinsel gegründet und 1982, nach dem Rückzug von der Sinai-Halbinsel, wie im Friedensabkommen mit Ägypten 1978 vereinbart, an seinem heutigen Standort im Südwesten Israels und nur rund zwei Kilometer von der Grünen Linie zum Gazastreifen entfernt, neu errichtet. Zum Zeitpunkt des Angriffs lebten im Kibbuz 186 Menschen, die vorwiegend von der Landwirtschaft lebten.

## Terrorangriff der Hamas
Am 7. Oktober 2023 gegen 06:30 Uhr Ortszeit begann der Angriff der Hamas mit einem Raketenbeschuss auf Zentral- und Südisrael, was auch in der grenznahen israelischen Siedlung Cholit zur Auslösung von Raketenalarm (Tzeva Adom) führte, weshalb sich viele der Bewohner und Bewohnerinnen in die zu diesem Zweck errichteten Schutzräume ihrer Häuser (Merchavim Mugganim) begaben.
Terroristen der Hamas drangen in Cholit ein und ermordeten 13 Israelis, darunter sechs Frauen, sowie zwei im Kibbuz beschäftigte Landarbeiter aus Thailand und Kambodscha. Unter den Getöteten befanden sich der Friedensaktivist Hayim Katsman, ein Doktorand der University of Washington und ein engagiertes Mitglied von Standing Together, welcher auch in der bewaffneten Bereitschaftseinheit von Cholit diente, der 91-jährige Holocaustüberlebende Mosche Ridler und die israelisch-kanadische Doppelstaatsbürgerin Adi Vital-Kaploun, deren zwei Söhne im Alter von vier Jahren bzw. vier Monaten gefangen genommen wurden. Diese wurden jedoch später am selben Tag, zusammen mit der ebenfalls aus Cholit entführten Avital Aladjem, im Grenzbereich des Gazastreifens freigelassen. Laut israelischer Einschätzung handelte es sich bei dem Vorfall, welcher gefilmt und vier Tage später von Al Jazeera veröffentlicht wurde, um eine Aufnahme zu Propagandazwecken.
Darüber hinaus entführten die Angreifer vier Mitglieder der Beduinen-Familie Alziadna.
Die erst Stunden später eintreffenden IDF-Streitkräfte, darunter Panzertruppen der Paran-Brigade, konnten Cholit rund 17 Stunden nach Angriffsbeginn wieder unter Kontrolle bringen. Dabei wurden mindestens zwei israelische Soldaten getötet.

## Nach dem Terrorangriff
Die Überlebenden des Angriffs wurden in den Kibbuz Ein Gedi in der Nähe des Toten Meeres evakuiert.
Am 30. November 2023, 55 Tage nach ihrer Entführung, wurden zwei Mitglieder der Familie Alziadna, die 17-jährige Tochter und der 18-jährige Sohn, von der Hamas freigelassen. Die Freilassung erfolgte im Rahmen einer Verlängerung eines durch Katar und die Vereinigten Staaten zwischen der Hamas und Israel ausgehandelten vorübergehenden Waffenstillstandsabkommens.
Im August 2024 zogen 115 Bewohner von Holit in provisorische Unterkünfte nahe dem Kibbuz Revivim, etwa 50 Kilometer südöstlich von Holit. Andere zogen in einen Wohnblock im zentralen Rechovot.
Am 8. Januar 2025 teilten Angehörige der Familie Alziadna mit, dass sie vom Militär über den Tod des 53-jährigen Vaters und des 22-jährigen Sohnes informiert worden seien und dass ihre Leichen im Gazastreifen aufgefunden wurden. Gegenüber Medien bestätigte das Militär die Auffindung der Leiche des 53-Jährigen in einem Tunnel in Rafah; bezüglich des Sohnes teilte das Militär lediglich mit, dass im selben Tunnel Funde gemacht worden seien, die „große Befürchtungen“ hinsichtlich des Lebens des 22-Jährigen aufkommen ließen. Am 10. Januar 2025 bestätigte das Militär schließlich auch den Tod des 22-Jährigen, nachdem dessen sterbliche Überreste durch ein forensisches Institut identifiziert werden konnten.